# Rowe Point
Der Rowe Point ist eine Landspitze an der Nordküste der Livingston-Insel im Archipel der Südlichen Shetlandinseln. Sie ragt 13 km südsüdwestlich des Kap Shirreff in die Barclay Bay.
Das UK Antarctic Place-Names Committee benannte die Landspitze 1961 nach Henry Rowe, Kapitän des britischen Robbenfängers Grace aus Plymouth, der zwischen 1821 und 1822 in den Gewässern um die Südlichen Shetlandinseln operierte.